# Viktor Denisov
Viktor Denisov, född den 2 april 1966 i Tver, Ryska SFSR, Sovjetunionen är en sovjetisk/rysk kanotist.
Han tog OS-silver i K-2 500 meter och OS-silver i K-4 1000 meter i samband med de olympiska kanottävlingarna 1988 i Seoul.